# Werner Henke
Werner Henke (Thorn, Duitse Keizerrijk, 13 mei 1909 – Fort Hunt, Virginia, 15 juni 1944), was een Korvettenkapitän in de Kriegsmarine tijdens de Tweede Wereldoorlog.

## Carrière
Werner Henke werd geboren in Thorn, thans Toruń in Polen, en was de commandant van de Duitse U-boot U 515 tijdens de Slag om de Atlantische Oceaan. Werner Henke volbracht zijn eerste marine-opleiding aan boord van de oorlogsschepen Admiral Scheer en SMS Schleswig-Holstein. Zijn eerste U-boot werd de U 124, onder commando van Kapitänleutnant Georg-Wilhelm Schulz. De laatste van zijn vier patrouilles volbracht hij met het schip Edelweiss en zijn definitieve opleiding, samen met de later beroemde Kapitänleutnant Johann Mohr.

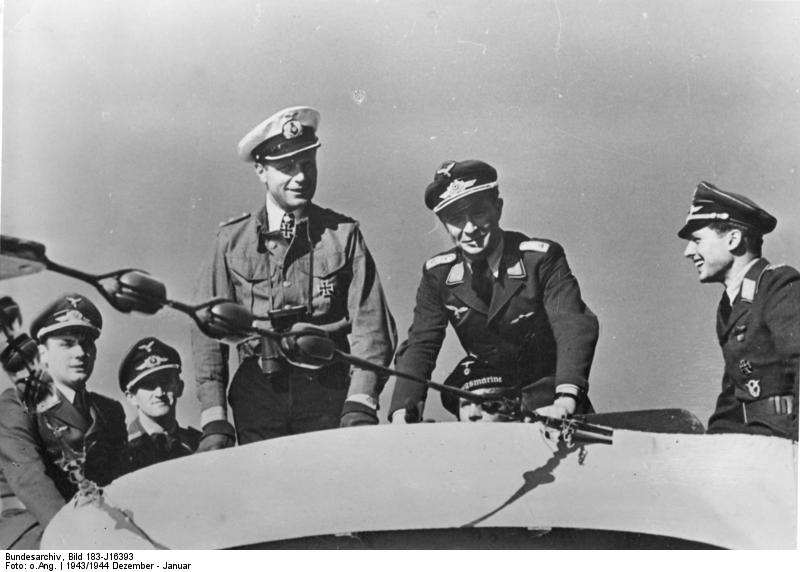
Werner Henke en Luftwaffepiloten aan boord van een U-boot

## U 515
In februari 1942 nam Henke het commando over van zijn eigen boot, de U 515. Hij zette een uitstekende prestatie neer tijdens zijn derde patrouille in de nacht van 30 april-1 mei 1943, toen hij konvooi TS-37 aanviel, die op 90 zeemijl ten zuiden van Freetown opstoomde. In 8 uur tijd bracht hij 8 zeeschepen tot zinken voor een totaal van 49.456 ton. Na deze patrouille werd Henke bekroond met het Eikenloof aan zijn Ridderkruis.

## Krijgsgevangen
Henke werd echter krijgsgevangen genomen nadat de U 515 tot zinken werd gebracht omstreeks 15:10 op 9 april 1944 in de mid-Atlantische Oceaan, ten noorden van Madeira op 34° 35′ 0″ NB, 19° 18′ 0″ WL door vliegtuigbommen van de Amerikaanse escorte-vliegdekschip USS Guadalcanal (CVE-60) van Task Force 22.3, onder bevel van Daniël V. Gallery, en door dieptebommen van de torpedojagers USS Pope (DD-225), USS Pillsbury (DD-227), USS Chatelain (DE-149) en USS Flaherty (DE-135). 16 bemanningsleden werden gedood en ongeveer 40 manschappen overleefden deze aanvallen.
Henke werd beschuldigd door de Britten van het torpederen van de SS Ceramic, een passagiersschip dat de U 515 tot zinken had gebracht op 7 december 1942 en tevens beschuldigd dat hij drenkelingen geen hulp had geboden en ze eigenlijk in steek had gelaten met 656 doden op zijn geweten. Eveneens werd Henke ervan verdacht dat hij op de drenkelingen en schipbreukelingen zou hebben geschoten, maar dit is echter nooit bewezen. Met deze kennis van zaken hoopte kapitein-ter-zee Gallery nog meer afgedwongen inlichtingen van hem en zijn bemanning te verkrijgen, en om toe te kijken of ze hun medewerking aan de Britten wel voldeden of niet. Kapitein Gallery was succesvol in het verkrijgen van een handtekeningakkoord van Henke om samen te werken met de geallieerde ondervragers. Henke trok zich echter terug tot deze samenwerkingsovereenkomst. Maar, ten slotte met het afzien van deze niet-medewerking, en dat hun kapitein toegestemd en afgesproken had om toch te praten, ondertekenden velen van zijn bemanningsleden een soortgelijke overeenkomst met de ondervragers om ook te praten.

### Fort Hunt
Henke werd geïnterneerd in het ondervragingscenter dat bekendstond als PO Box 1142 in Fort Hunt, Virginia. Hoewel zijn ondervragers hem dreigden zich aan de overeenkomsten te houden om samen te werken of te worden uitgeleverd aan het Verenigd Koninkrijk (waar hij beschuldigd werd van het plegen van oorlogsmisdrijven tegen schipbreukelingen), stemde Henke toch toe om zich te verantwoorden tegenover de Geallieerde krijgsraad.
Op 15 juni 1944 liep hij rustig langs en binnen het afsluithekken van het ondervragingscenter om daar verhoord te worden. Plotseling begon hij meteen tegen het hek op te klimmen, met de bedoeling om te ontsnappen. Hij bleef zich omhoog hijsen over het hek ondanks dreigende en schreeuwende waarschuwingen van de bewakers om hiermee te stoppen. Henke luisterde niet naar hen en werd uiteindelijk doodgeschoten door de bewakers. Werner Henke was 35 jaar toen hij stierf.
Er werd gedacht dat hij koos voor deze vorm van zelfmoord, omdat hij dacht dat hij geconfronteerd en uitgeleverd zou worden aan een "showproces" en veroordeeld zou worden als oorlogsmisdadiger. Kptlt. Werner Henke werd begraven op de militaire begraafplaats Fort George G. Meade te Maryland.
Op 18 juli 1944 werd door admiraal Dönitz een dagorder voor de U-bootstrijdmacht uitgevaardigd, waarin Henke postuum werd bevorderd tot Korvettenkapitän.

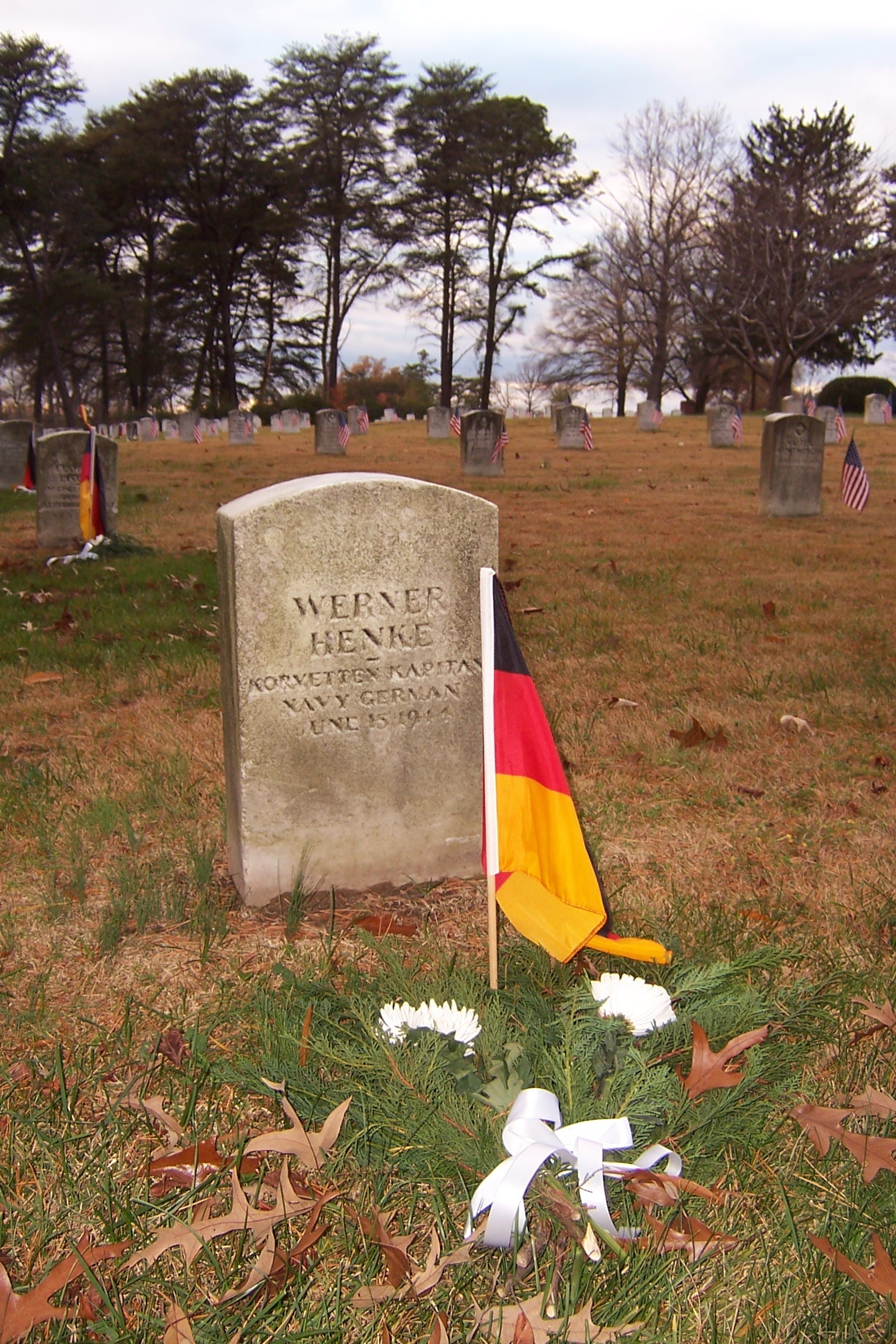
Het graf van Werner Henke

Elk jaar in november wordt een ceremonie gehouden op het kerkhof op Volkstrauertag, het Duitse gelijkwaardige equivalent van Memorial Day, waarbij de Marineattaché van de Duitse ambassade in Washington D.C., een krans neerlegt met een lint in de kleuren van de Duitse vlag, ter herdenking aan al die er begraven liggen op dit militaire kerkhof. Bloemen zijn niet ongewoon aan de voorzijde van zijn graf.

## Successen
- 21 schepen tot zinken gebracht voor een totaal van 131.769 brt.
- 2 hulpoorlogsschepen tot zinken gebracht voor een totaal van 19.277 brt.
- 1 schip beschadigd voor een totaal van 6.034 brt
- 1 oorlogsschip beschadigd voor een totaal van 1.920 ton
- 1 schip met totale verlies met een totaal van 4.668 brt
- 1 oorlogsschip met totale verlies met een totaal van 1.350 ton

## Militaire loopbaan
- Offiziersanwärter: 1 april 1933[2]- 8 april 1933[3]
- Fähnrich zur See: 1 juli 1934[2][3]
- Oberfähnrich zur See: 1 april 1936[3]- 8 april 1936[2]
- Leutnant zur See: 1 oktober 1936[2][3]
- Oberleutnant: 18 mei 1938[2]- 1 juni 1938 (1 maart 1941 Oberleutnant zur See zur Verfügung)[3]
- Kapitänleutnant: 31 december 1941[2][3]
- Korvettenkapitän: 18 maart 1945 (postuum)[2] (met ingang vanaf 1 juni 1944)[3]

## Decoraties
- Ridderkruis van het IJzeren Kruis (nr.140) op 17 december 1942 als Oberleutnant zur Verwendung en commandant van de U-515[2][3][4][5]
- Ridderkruis van het IJzeren Kruis met Eikenloof (nr.257) op 4 juli 1943 als Kapitänleutnant zur Verwendung en commandant van de U-515[2][3][6][5]
- Dienstonderscheiding van Leger en Marine op 1 oktober 1936[3][7][5]
- IJzeren Kruis 1939, 1e Klasse (4 oktober 1941)[2][3][7] en 2e Klasse (6 juni 1939)[2][7]- 17 september 1939[3] [5]
- Spanjekruis in brons op 6 juni 1939[2][3][7][5]
- Anschlussmedaille op 23 oktober 1940[3][7]
- Onderzeebootoorlogsinsigne 1939 op 4 mei 1941[2][3][5]
- Onderzeebootoorlogsinsigne 1939 met Briljanten[5] in 1943/1944

## U-bootcommando
- U 515 - 21 februari 1942 - 9 april 1944: 7 patrouilles (341 dagen)